# 500 Milhas de Indianápolis de 2016
A 100ª edição das 500 Milhas de Indianápolis foi a sexta etapa do calendário de corridas da temporada de 2016 da IndyCar Series. Foi disputada no dia 29 de maio no Indianapolis Motor Speedway, localizado na cidade de Speedway, em Indiana. Na edição anterior, o vencedor foi o colombiano Juan Pablo Montoya, da equipe Penske.
A pole-position da centésima edição da prova foi conquistada pelo canadense James Hinchcliffe, da Schmidt-Peterson Motorsports. Entre os novatos, Alexander Rossi, da Andretti-Herta, foi o melhor classificado, em 11º lugar.
E foi justamente Rossi, que também acumulava o cargo de piloto-reserva da equipe Manor na Fórmula 1, quem venceu a prova, cruzando a linha de chegada sem combustível. Carlos Muñoz, companheiro do norte-americano na Andretti, foi o segundo colocado, enquanto Josef Newgarden, da Ed Carpenter Racing, fechou o pódio. Tony Kanaan e Hélio Castroneves chegaram a liderar a prova, mas chegaram, respectivamente, em 4º e 12º.

## Pilotos inscritos
Além dos 22 pilotos que disputarão a temporada completa, foram inscritos:
- Matthew Brabham (PIRTEK Team Murray): neto de Jack Brabham e filho de Geoff Brabham, Matthew é o terceiro representante da terceira geração de ex-pilotos que obtiveram a classificação às 500 Milhas - os outros foram Billy Vukovich III e Marco Andretti. O australiano também participará da corrida no traçado misto de Indianápolis.
- Sage Karam (Dreyer & Reinbold Racing): sem vaga na Chip Ganassi após não conseguir patrocínio para a temporada de 2016 da IndyCar, o norte-americano é outro piloto que disputará apenas a Indy 500, numa associação entre Dreyer & Reinbold e Kingdom Racing.
- Bryan Clauson (Jonathan Byrd's Racing): com 2 provas no currículo (2012 e 2015), Clauson inscreveu-se novamente para tentar a classificação para as 500 Milhas de Indianápolis pela Jonathan Byrd's Racing, em associação com a Dale Coyne.
- Pippa Mann (Dale Coyne Racing): pela quarta vez seguida, a inglesa inscreveu-se para tentar uma vaga no grid com a Dale Coyne, guiando o carro #63.
- Buddy Lazier (Lazier Partners Racing): mais velho entre os pilotos inscritos, o campeão da Indy 500 de 1996 tentará se classificar para a corrida - inscreveu-se em 24 provas, classificando-se em 16 - com a Lazier Partners, equipe gerida por seu pai, Bob.
- Spencer Pigot (Rahal Letterman Lanigan Racing): além das 500 Milhas, o campeão da Indy Lights em 2015 disputará o GP de St. Petersburg e a etapa no circuito misto de Indianápolis.
- Alex Tagliani (A. J. Foyt Enterprises): pelo segundo ano consecutivo, o pole-position da edição de 2011 assinou com a Foyt para tentar a classificação, usando o #35 em homenagem a A.J. Foyt, que participou de 35 edições consecutivas da prova. O canadense disputará ainda o GP no traçado misto.
- J. R. Hildebrand (Ed Carpenter Racing): pela terceira temporada seguida, Hildebrand participará das 500 Milhas com a ECR (em 2015, a equipe chamava-se CFH). O norte-americano também correrá o GP no circuito misto de Indianápolis.
- Townsend Bell (Andretti Autosport): participante assíduo das 500 Milhas desde a temporada de 2008 (disputou a edição de 2006, pela Vision Racing, antes da reunificação entre IRL e Champ Car), Bell assinou com a Andretti Autosport somente para disputar a prova.
- Oriol Servià (Schmidt-Peterson Motorsports): além de ter disputado o GP de St. Petersburg no lugar de Will Power, o piloto espanhol foi inscrito para tentar a classificação para as 500 Milhas pela Schmidt Peterson, em associação com a Marotti Racing.
- Stefan Wilson (KVSH Racing): irmão de Justin Wilson, falecido em 2015 após ser atingido por um pedaço do carro de Sage Karam na etapa de Pocono, o inglês é outro que volta à categoria somente para tentar a classificação, tendo assinado com a KV Racing para conduzir o segundo carro do time.

## Desistiram de participar
- Katherine Legge (Grace Autosport): a inglesa, que disputou provas da Indy até 2013, chegou a se inscrever para tentar uma vaga no grid, porém a Grace Autosport (primeira equipe formada apenas por mulheres) cancelou a inscrição. O motivo foi que a equipe não encontrou um chassi para colocar o carro na pista.
- Sebastián Saavedra (AFS Racing): o colombiano chegou a figurar na lista de inscritos, mas a AFS Racing desistiu de participar, e não explicou o motivo.

## Grid de largada
(R) = Rookie; (V) = Vencedor das 500 Milhas
| Fila | Abre a fila | Abre a fila        | Meio | Meio                   | Fecha a fila | Fecha a fila          |
| ---- | ----------- | ------------------ | ---- | ---------------------- | ------------ | --------------------- |
| 1    | 5           | James Hinchcliffe  | 21   | Josef Newgarden        | 28           | Ryan Hunter-Reay (V)  |
| 2    | 29          | Townsend Bell      | 26   | Carlos Muñoz           | 12           | Will Power            |
| 3    | 7           | Mikhail Aleshin    | 22   | Simon Pagenaud         | 3            | Hélio Castroneves (V) |
| 4    | 77          | Oriol Servià       | 98   | Alexander Rossi (R)    | 14           | Takuma Sato           |
| 5    | 9           | Scott Dixon (V)    | 27   | Marco Andretti         | 6            | J. R. Hildebrand      |
| 6    | 42          | Charlie Kimball    | 2    | Juan Pablo Montoya (V) | 10           | Tony Kanaan (V)       |
| 7    | 11          | Sébastien Bourdais | 20   | Ed Carpenter           | 19           | Gabby Chaves          |
| 8    | 8           | Max Chilton (R)    | 24   | Sage Karam             | 18           | Conor Daly            |
| 9    | 63          | Pippa Mann         | 15   | Graham Rahal           | 61           | Matthew Brabham (R)   |
| 10   | 88          | Bryan Clauson      | 16   | Spencer Pigot (R)      | 25           | Stefan Wilson (R)     |
| 11   | 41          | Jack Hawksworth    | 4    | Buddy Lazier (V)       | 35           | Alex Tagliani         |

## Resultado Oficial
| Pos                                           | No. | Piloto                 | Equipe                         | Motor     | Voltas Completadas | Tempo/Abandono | Pit Stops | Classificação | Voltas Lideradas | Pts.1 |
| --------------------------------------------- | --- | ---------------------- | ------------------------------ | --------- | ------------------ | -------------- | --------- | ------------- | ---------------- | ----- |
| 1                                             | 98  | Alexander Rossi (R)    | Andretti Herta Autosport       | Honda     | 200                | 3:00:02.0872   | 8         | 11            | 14               | 124   |
| 2                                             | 26  | Carlos Muñoz           | Andretti Autosport             | Honda     | 200                | +4.4975        | 8         | 5             | 10               | 115   |
| 3                                             | 21  | Josef Newgarden        | Ed Carpenter Racing            | Chevrolet | 200                | +4.9304        | 8         | 2             | 14               | 111   |
| 4                                             | 10  | Tony Kanaan (W)        | Chip Ganassi Racing            | Chevrolet | 200                | +10.4963       | 8         | 18            | 19               | 81    |
| 5                                             | 42  | Charlie Kimball        | Chip Ganassi Racing            | Chevrolet | 200                | +10.5218       | 9         | 16            | 0                | 78    |
| 6                                             | 6   | J. R. Hildebrand       | Ed Carpenter Racing            | Chevrolet | 200                | +11.3459       | 7         | 15            | 4                | 76    |
| 7                                             | 5   | James Hinchcliffe      | Schmidt Peterson Motorsports   | Honda     | 200                | +12.7744       | 8         | 1             | 27               | 95    |
| 8                                             | 9   | Scott Dixon (W)        | Chip Ganassi Racing            | Chevrolet | 200                | +15.1607       | 8         | 13            | 0                | 69    |
| 9                                             | 11  | Sébastien Bourdais     | KVSH Racing                    | Chevrolet | 200                | +21.0613       | 9         | 19            | 0                | 59    |
| 10                                            | 12  | Will Power             | Team Penske                    | Chevrolet | 200                | +21.5171       | 8         | 6             | 8                | 73    |
| 11                                            | 3   | Hélio Castroneves (W)  | Team Penske                    | Chevrolet | 200                | +22.1015       | 9         | 9             | 24               | 65    |
| 12                                            | 77  | Oriol Servià           | Schmidt Peterson Motorsports   | Honda     | 200                | +23.8140       | 9         | 10            | 0                | 60    |
| 13                                            | 27  | Marco Andretti         | Andretti Autosport             | Honda     | 200                | +24.9700       | 9         | 14            | 0                | 54    |
| 14                                            | 15  | Graham Rahal           | Rahal Letterman Lanigan Racing | Honda     | 200                | +28.2494       | 9         | 26            | 0                | 40    |
| 15                                            | 8   | Max Chilton (R)        | Chip Ganassi Racing            | Chevrolet | 200                | +28.7589       | 10        | 22            | 0                | 42    |
| 16                                            | 41  | Jack Hawksworth        | A. J. Foyt Enterprises         | Honda     | 200                | +32.1748       | 9         | 31            | 0                | 31    |
| 17                                            | 35  | Alex Tagliani          | A. J. Foyt Enterprises         | Honda     | 200                | +32.1993       | 7         | 33            | 11               | 28    |
| 18                                            | 63  | Pippa Mann             | Dale Coyne Racing              | Honda     | 199                | +1 Volta       | 8         | 25            | 0                | 33    |
| 19                                            | 22  | Simon Pagenaud         | Team Penske                    | Chevrolet | 199                | +1 Volta       | 10        | 8             | 0                | 50    |
| 20                                            | 19  | Gabby Chaves           | Dale Coyne Racing              | Honda     | 199                | +1 Volta       | 11        | 21            | 0                | 33    |
| 21                                            | 29  | Townsend Bell          | Andretti Autosport             | Honda     | 199                | +1 Volta       | 11        | 4             | 12               | 55    |
| 22                                            | 61  | Matthew Brabham (R)    | PIRTEK Team Murray             | Chevrolet | 199                | +1 Volta       | 8         | 27            | 0                | 23    |
| 23                                            | 88  | Bryan Clauson          | Jonathan Byrd's Racing         | Honda     | 198                | +2 Voltas      | 10        | 28            | 3                | 21    |
| 24                                            | 28  | Ryan Hunter-Reay (W)   | Andretti Autosport             | Honda     | 198                | +2 Voltas      | 8         | 3             | 52               | 53    |
| 25                                            | 16  | Spencer Pigot (R)      | Rahal Letterman Lanigan Racing | Honda     | 195                | +5 Voltas      | 8         | 29            | 0                | 15    |
| 26                                            | 14  | Takuma Sato            | A. J. Foyt Enterprises         | Honda     | 163                | Contato        | 6         | 12            | 0                | 32    |
| 27                                            | 7   | Mikhail Aleshin        | Schmidt Peterson Motorsports   | Honda     | 126                | Contato        | 5         | 7             | 0                | 40    |
| 28                                            | 25  | Stefan Wilson (R)      | KVSH Racing                    | Chevrolet | 119                | Elétrico       | 6         | 30            | 0                | 14    |
| 29                                            | 18  | Conor Daly             | Dale Coyne Racing              | Honda     | 115                | Contato        | 4         | 24            | 0                | 20    |
| 30                                            | 4   | Buddy Lazier (W)       | Lazier Burns Racing            | Chevrolet | 100                | Mecânico       | 6         | 32            | 0                | 12    |
| 31                                            | 20  | Ed Carpenter           | Ed Carpenter Racing            | Chevrolet | 98                 | Mecânico       | 5         | 20            | 0                | 24    |
| 32                                            | 24  | Sage Karam             | Dreyer & Reinbold Racing       | Chevrolet | 93                 | Colisão        | 3         | 23            | 2                | 22    |
| 33                                            | 2   | Juan Pablo Montoya (W) | Team Penske                    | Chevrolet | 63                 | Colisão        | 2         | 17            | 0                | 27    |
| FONTE: WIKIPÉDIA ANGLÓFONA/OFFICIAL BOX SCORE |     |                        |                                |           |                    |                |           |               |                  |       |

## Curiosidades
O Pace Car da centésima edição das 500 Milhas de Indianápolis foi um Chevrolet Camaro, guiado por Roger Penske, enquanto que o hino nacional dos EUA foi interpretado por Darius Rucker.